# Liu Zhiji
Liu Zhiji (* 661; † 721, chinesisch 劉知幾 / 刘知几, Pinyin Liú Zhījǐ, W.-G. Liu Chih-chi) war ein chinesischer Historiker der Tang-Dynastie. Liu stammt aus der Gegend der heutigen Provinz Jiangsu.
Liu Zhiji legte großen Wert auf die Objektivität der Geschichtsschreibung und beschränkte sich in seinen Werken hauptsächlich darauf, Fakten zusammenzutragen. Im Gegensatz zu früherer Geschichtsdarstellung verzichtete Liu weitgehend auf einen Erzählstil, der Fiktion und eine eigene subjektive Interpretation beinhaltete.
In Lius 710 erschienenen Werk Shǐtōng (史通, „Studien zu Historiografie“), werden zum ersten Mal in der Weltliteratur „Reflexionen über Probleme der Geschichte und der Historiographie“ thematisiert. Hierin kritisiert Liu den Stil und die Ausarbeitung sowie Zusammenstellung der Werke älterer Historiker, unter anderem der Frühlings- und Herbstannalen.
Von 699 bis zu seinem Tod 721 arbeitete Liu als konfuzianischer Gelehrter in der damaligen Hauptstadt Chinas, Chang’an.
Nachgewiesen werden konnten mindestens zwölf Werke, darunter ist Sān Jiào zhūyīng (三教珠英) mit 1313 Rollen am umfangreichsten.